# Martigues
Martigues is een gemeente in het Franse departement Bouches-du-Rhône in de regio Provence-Alpes-Côte d'Azur. De gemeente telde 48.818 inwoners op 1 januari 2022. De plaats maakt deel uit van het arrondissement Istres.

## Geschiedenis

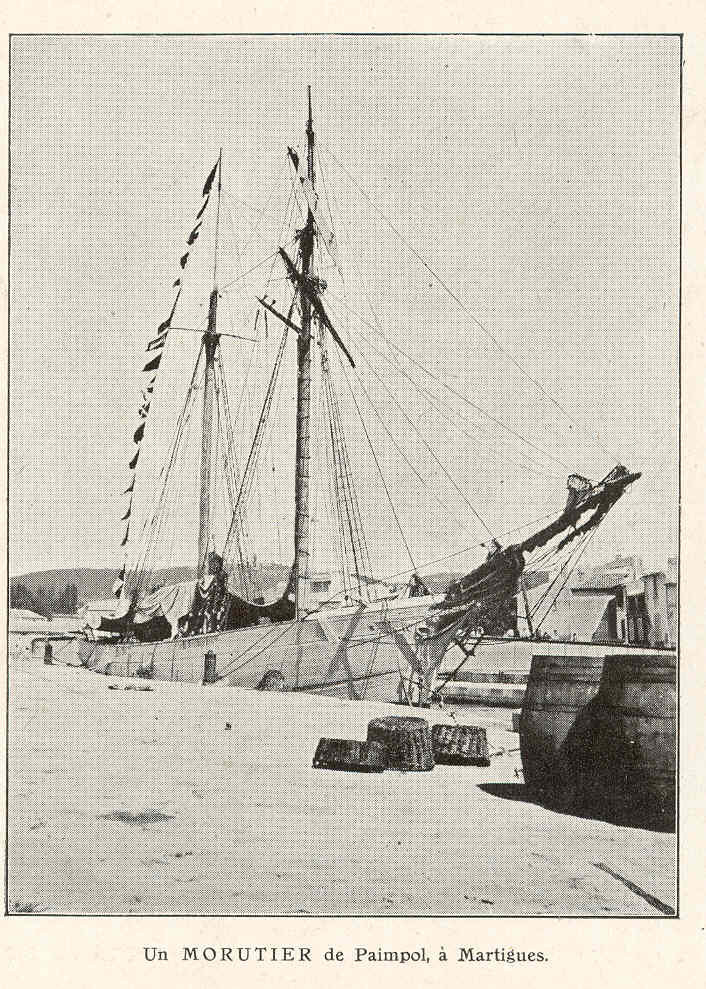
Vissersboot voor de kabeljauwvangst (1913)

In de IJzertijd was Martigues nog een eiland. Tussen de 5e en het einde van de 2e eeuw v.Chr. lagen er twee Gallische dorpen op dit eiland. Zij stonden onder invloed van de Griekse cultuur vanuit het nabijgelegen Marseille. In de plaats Tholon aan de oever van het meer van Berre lag in de Gallo-Romeinse periode de nederzetting Maritima Avaticorum.
Het Fort de Bouc controleerde al in de middeleeuwen de toegang tot het meer van Berre. Martigues bestond tot het einde van de 16e eeuw uit drie wijken met muren en elk een eigen parochie en die met elkaar verbonden waren via bruggen. L'Île was de dichtstbevolkte wijk met ongeveer 2000 inwoners en hing af van de graven van Provence. Jonquières had iets meer dan 1000 inwoners en hing af van de Abdij van Montmajour. Ferrières had ongeveer 800 inwoners en hing af van de aartsbisschop van Arles. Koning Hendrik III van Frankrijk wilde de strategisch belangrijke plaats, die gekenmerkt werd door godsdiensttwisten en naijver tussen de wijken, pacificeren en creëerde het prinsdom Martigues. Hij stuurde daarom zijn halfbroer Hendrik van Angoulême, gouverneur van Provence, naar Martigues. Op 21 april 1581 tekenden de vertegenwoordigers van de drie wijken in de kerk Saint-Louis d'Anjou de akte die de drie wijken verenigde tot de stad Martigues.
In de 17e eeuw kende de stad voorspoed door de visserij en de scheepvaart. In die eeuw werd de grote Église Sainte Marie-Madeleine gebouwd en werden de bestaande kerken herbouwd. Daarna trad er verval in en nam de bevolking af. In 1720 was er een grote pestepidemie.
Naast de visserij en de scheepsbouw was ook de zoutwinning op het Meer van Berre belangrijk. Dankzij dit zout kwam er in de 19e eeuw chemische industrie in de gemeente. In 1922 werd er een olieopslagtank gebouwd in Martigues en later kwam er een olieraffinaderij. Tijdens het interbellum was er een grote bevolkingsgroei, maar pas in 1936 bereikte de gemeente terug het bevolkingspeil van 1690 met meer dan 10.000 inwoners.

## Geografie
De gemeente ligt tussen de Middellandse Zee (de Golf van Fos) in het westen en het Étang de Berre of het meer van Berre in het oosten. Beide worden verbonden door het Chenal de Caronte.
De oppervlakte van Martigues bedroeg op 1 januari 2022 71,44 vierkante kilometer; de bevolkingsdichtheid was toen 683,3 inwoners per km².
De onderstaande kaart toont de ligging van Martigues met de belangrijkste infrastructuur en aangrenzende gemeenten.

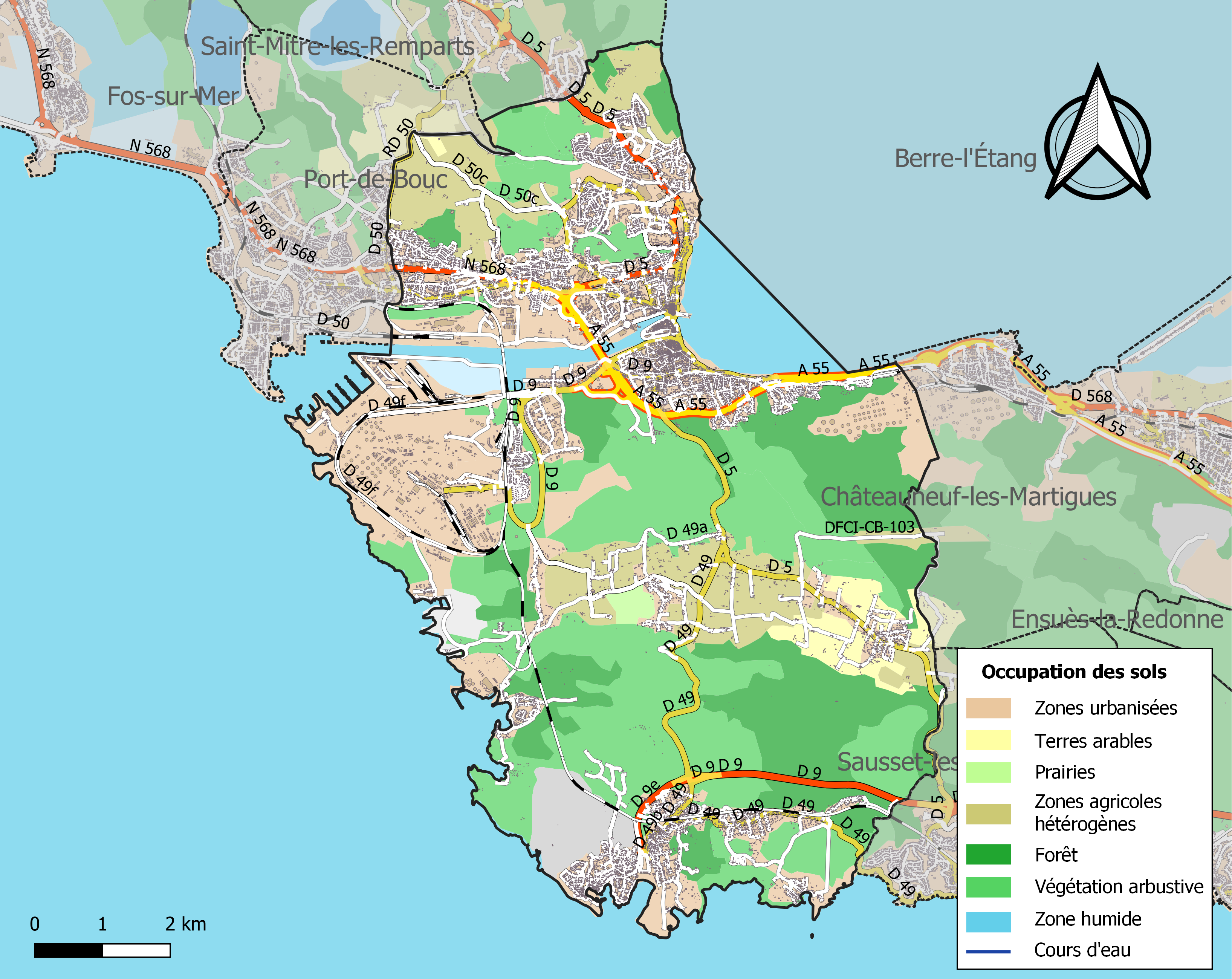

## Verkeer en vervoer
In de gemeente liggen de spoorwegstations Croix-Sainte, Lavéra en La Couronne-Carro.
De autosnelweg A55 loopt door de gemeente en steekt het Chenal de Caronte over via het 874 m lange en 45 m hoge Viaduc autoroutier de Martigues, geopend in 1972.

## Demografie
In 1921 telde de gemeente 6.304 en in 1936 10.489 inwoners.
Onderstaande figuur toont het verloop van het inwonertal (bron: INSEE-tellingen).
Vanwege een beveiligingsprobleem met de MediaWiki Graph-software is het momenteel niet mogelijk deze grafiek weer te geven. Zodra de software is bijgewerkt zal de grafiek vanzelf weer zichtbaar worden.

## Cultuur en toerisme
Het schilderachtige Martigues trok in de 19e eeuw veel schilders aan (Eugène Delacroix, Jean-Baptiste Corot, Émile Loubon, Félix Ziem of Raoul Dufy). Met name bekend is de Miroir aux oiseaux, met zijn kleine huisjes aan een kanaal en kleine (vissers)boten. Martigues heeft een zandstrand aan het Meer van Berre, Plage de Ferrières, vlak bij het stadscentrum.

### Bezienswaardigheden
- Musée Ziem, kunstmuseum geopend in 1908, met werken van Félix Ziem, Raoul Dufy, André Derain, Francis Picabia, René Seyssaud en Émile Loubon.[7]
- Fort de Bouc
- Église Saint-Louis d'Anjou (1675)
- Église Sainte-Marie-Madeleine (tussen 1670 en 1680)
- Église Saint-Genest (1625)
- Standbeelden van Fernandel en Bourvil

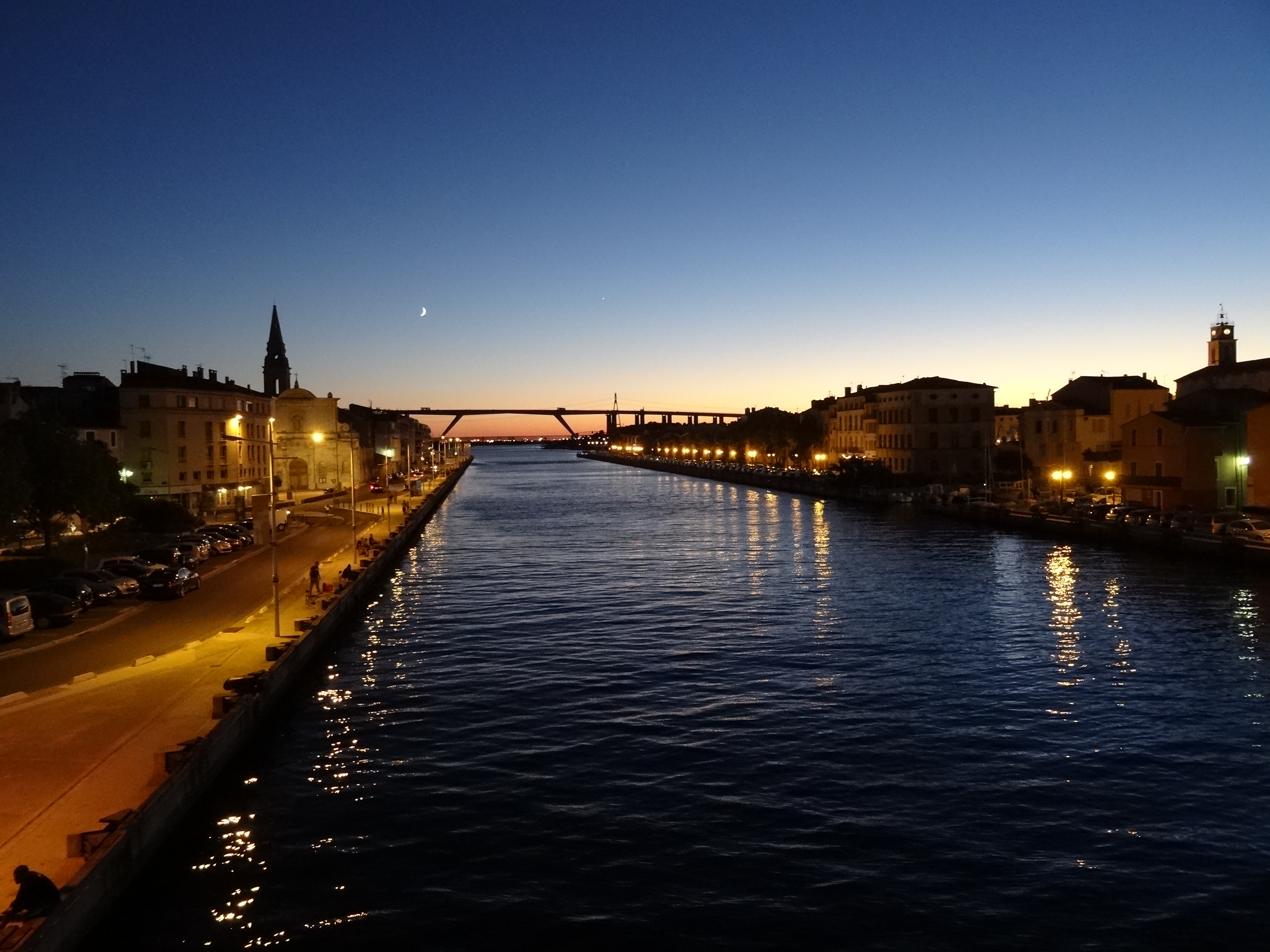
Chenal de Caronte
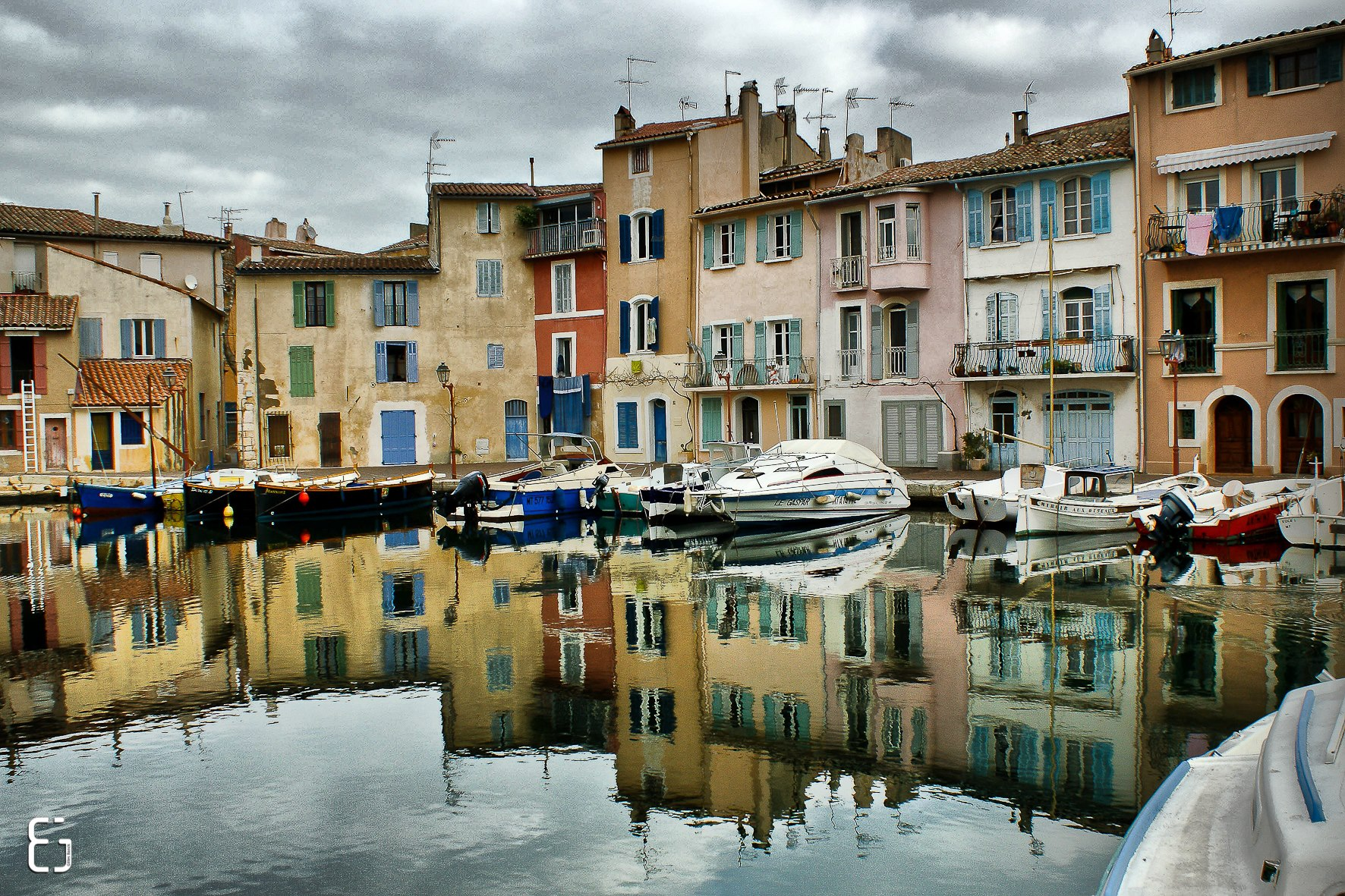
Miroir aux oiseaux
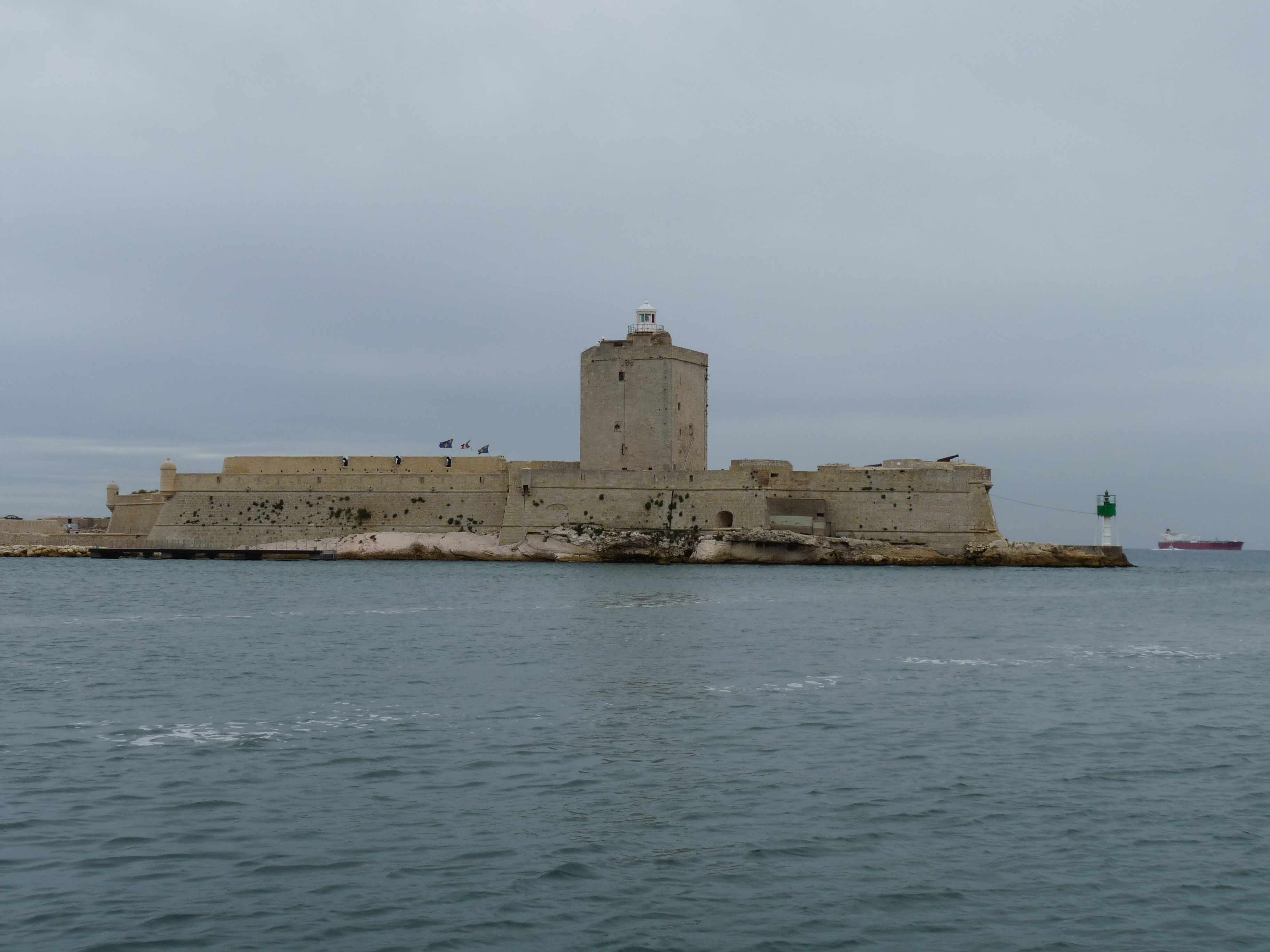
Fort de Bouc
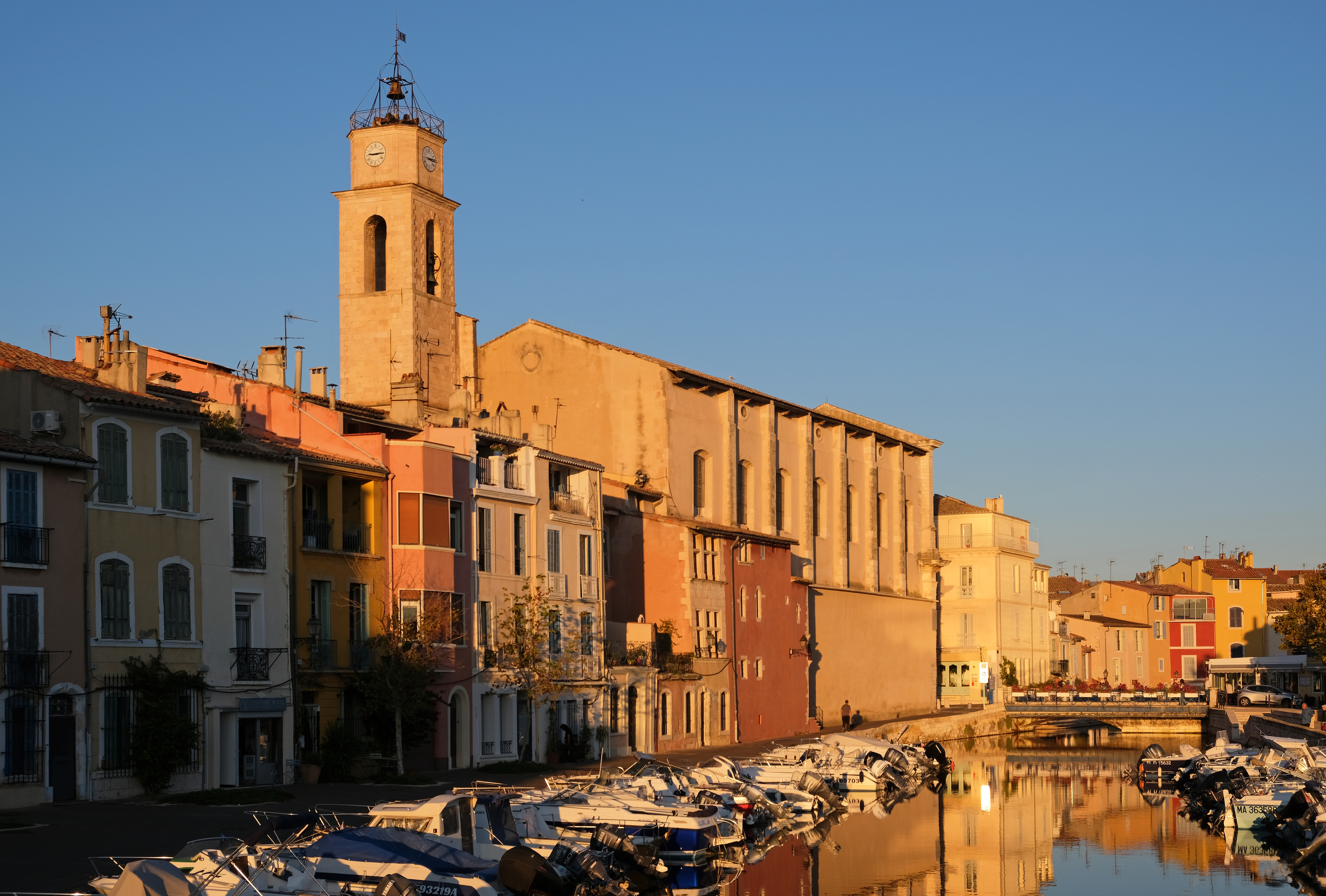
Église Sainte-Marie-Madeleine
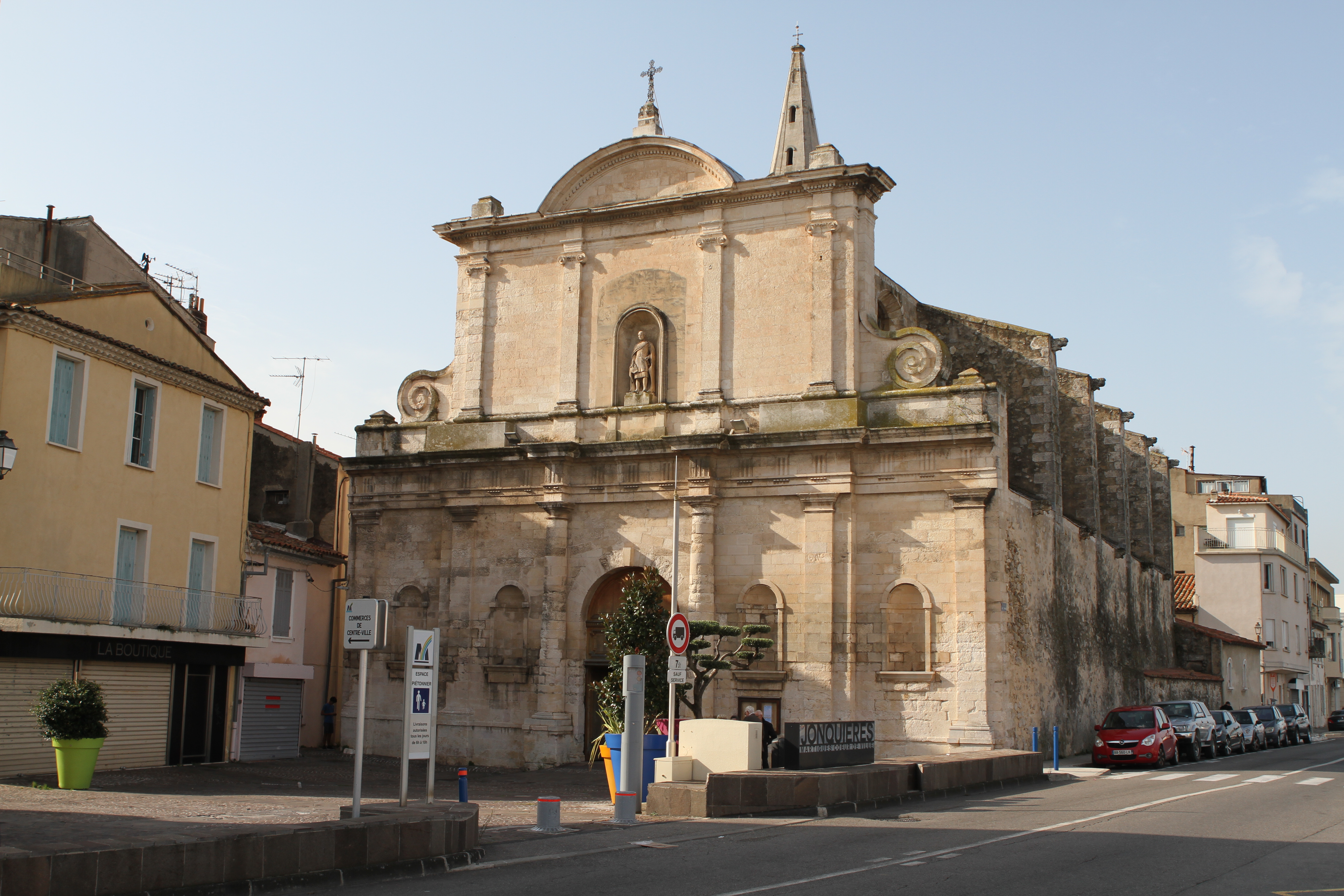
Église Saint-Genest

## Sport
Martigues was drie keer etappeplaats in de wielerkoers Ronde van Frankrijk. Dit was in de periode 1980 t/m 1982 jaarlijks het geval en leverde Bernard Vallet, Johan van der Velde en Bernard Hinault als ritwinnaars op.

## Geboren
- Charles Maurras (1868-1952), essayist, journalist en politicus
- Éric Bernard (1964), autocoureur
- Rod Fanni (1981), voetballer
- Foued Kadir (1983), Algerijnse voetballer
- Clara Sanchez (1983), baanwielrenster
- André-Pierre Gignac (1985), voetballer
- Sébastien Cantini (1987), voetballer
- Ali Ahamada (1991), voetballer
- Thibault Peyre (1992), voetballer
- Clara Luciani (1992), singer-songwriter
- Téo Rotar (2004), beachvolleyballer

## Overleden
- Ange Flégier (1846-1927), componist